# Vachellia erioloba
Vachellia erioloba, o espinho-de-camelo, espinho-de-girafa, ainda mais comumente conhecido como Acacia erioloba, é uma árvore do sul da África na família Fabaceae. Seu habitat preferido são os solos arenosos profundos e secos em partes da África do Sul, Botsuana, áreas ocidentais do Zimbábue e Namíbia. Também é nativa de Angola, sudoeste de Moçambique, Zâmbia e Eswatini. A árvore foi descrita pela primeira vez por Ernst Heinrich Friedrich Meyer e Johann Franz Drège em 1836. O espinho de camelo é uma árvore protegida na África do Sul.
A árvore pode crescer até 20 metros de altura. É de crescimento lento, muito resistente à seca e bastante resistente ao gelo. Os espinhos de cor cinza claro refletem a luz do sol, e as folhas bipinadas fecham quando está quente. A madeira é marrom-avermelhada escura e extremamente densa e forte. É bom para fogueiras, o que leva ao desmatamento generalizado de árvores mortas e ao corte de árvores saudáveis. Produz vagens em forma de orelha, favorecidas por muitos herbívoros, incluindo gado . As sementes podem ser torradas e usadas como substituto dos grãos de café.
O nome 'espinho-de-camelo' refere-se ao fato de que a girafa (kameelperd em africâner) comumente se alimenta das folhas com sua língua e lábios especialmente adaptados que podem evitar os espinhos. O nome científico 'erioloba' significa "lóbulo lanoso", uma referência às vagens em forma de orelha.
É comumente visto e usado como a metonímia do programa de vida selvagem da PBS, Nature, já que a árvore é comumente usada na sequência do título e no logotipo do programa.

## Galeria

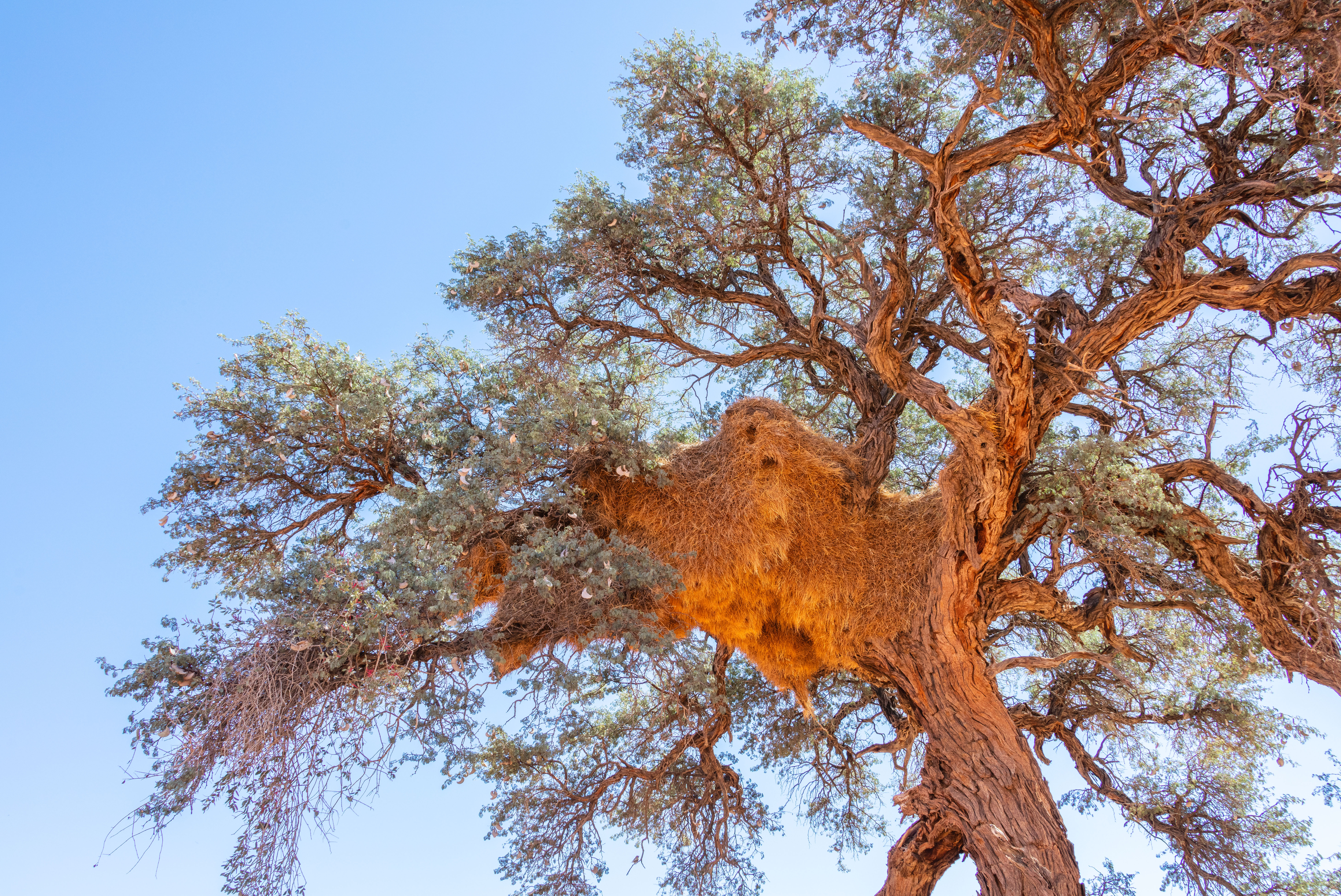
Vachellia erioloba hospedando um ninho de tecelões sociáveis ( Philetairus socius ).
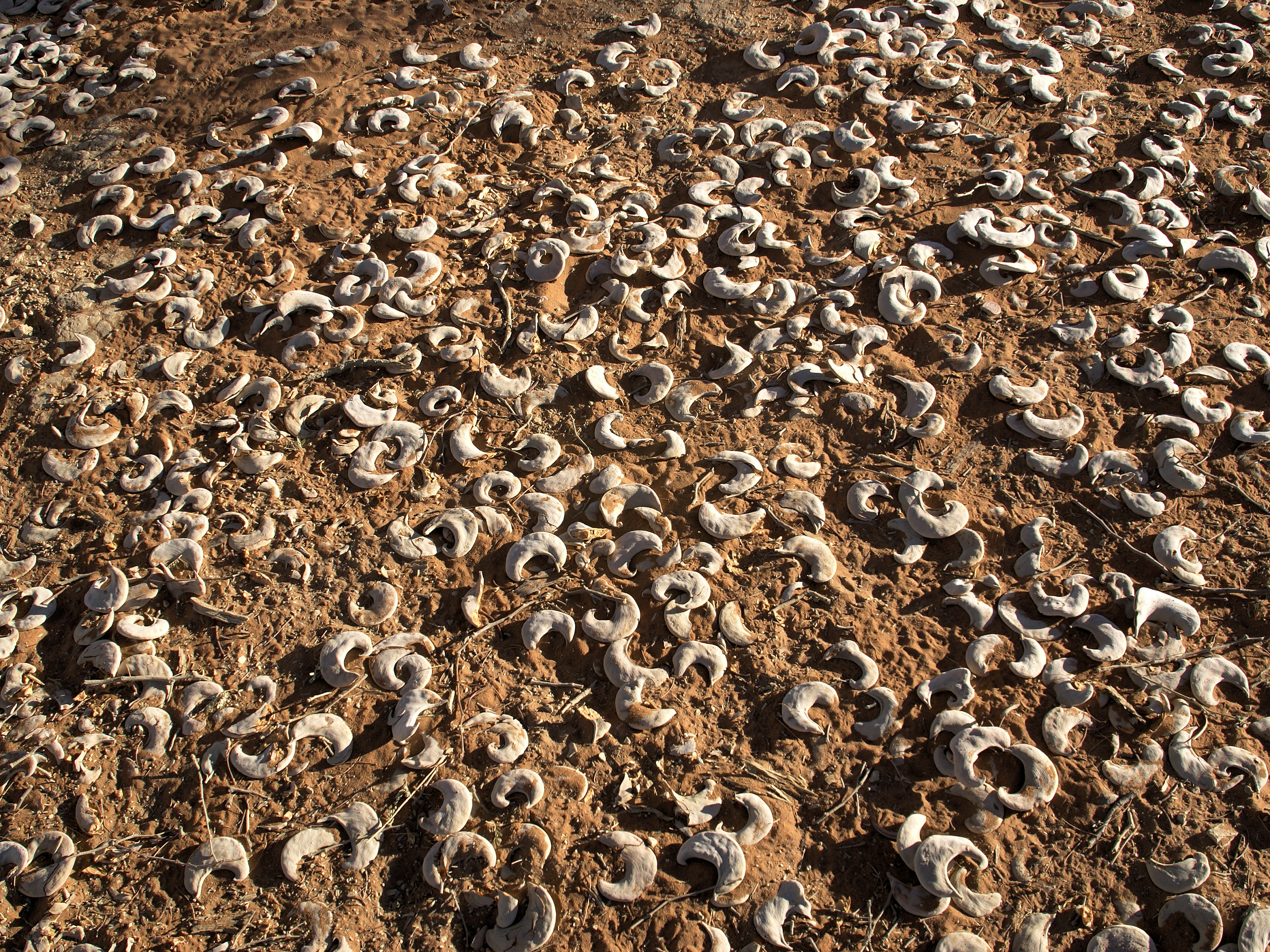
Sementes de Vachellia erioloba, deitadas no chão, espalhadas entre suas vagens, Sossusvlei, deserto do Namibe, Namíbia
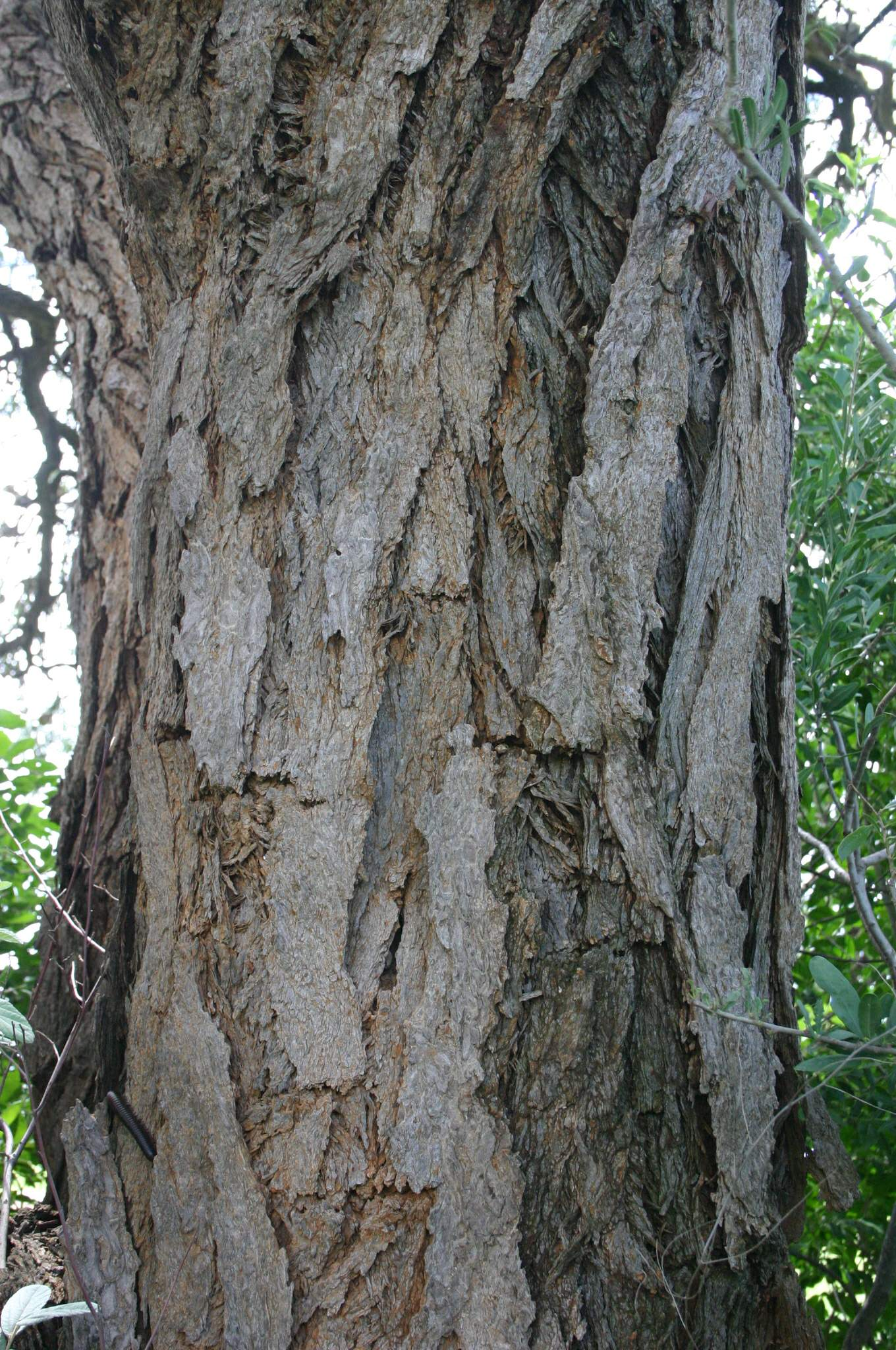
Casca de uma árvore perto de Potgietersrust em Limpopo, África do Sul
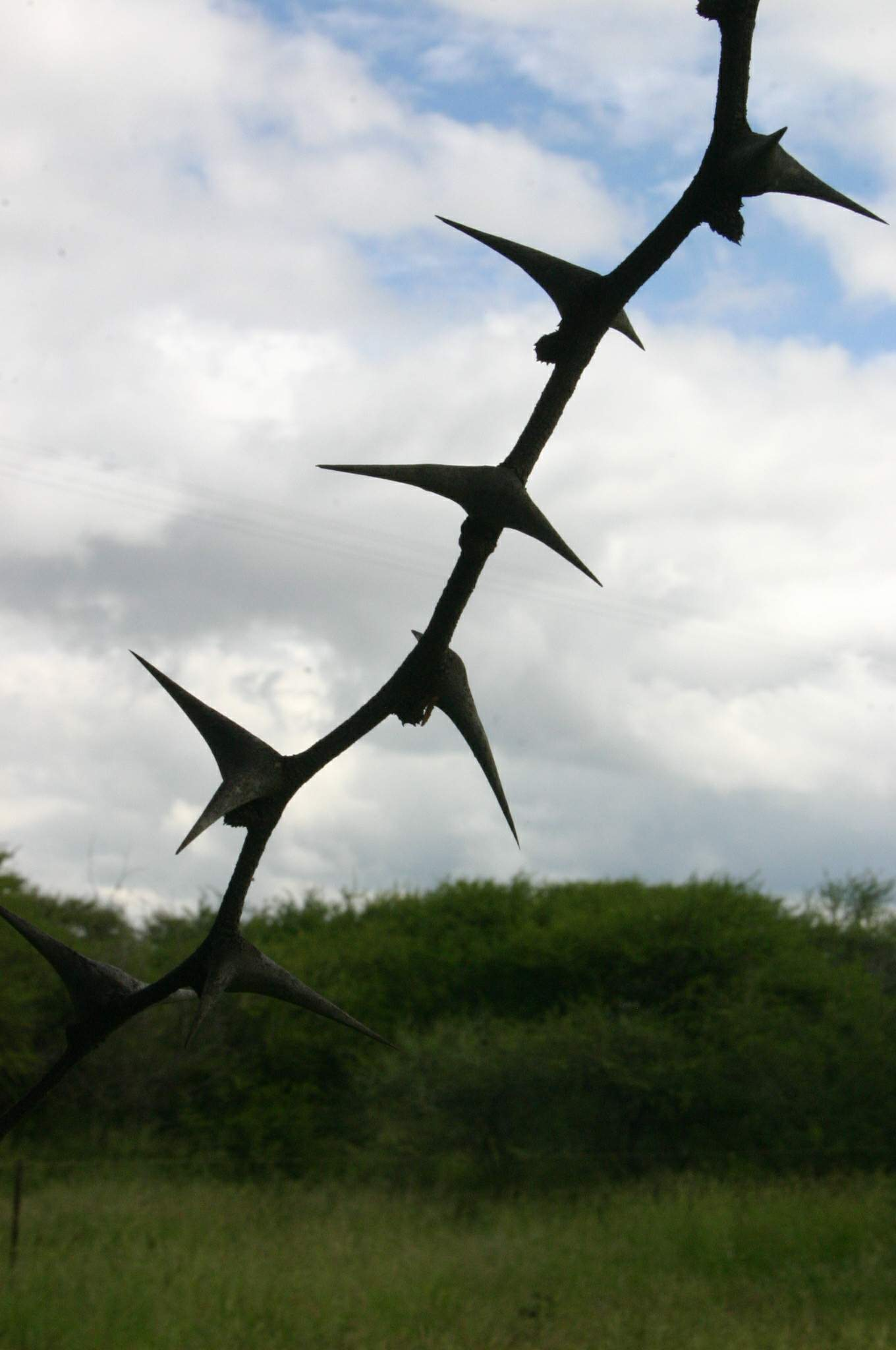
Os espinhos afiados do Mokala lembram arame farpado (crescendo perto de Potgietersrust em Limpopo, África do Sul)
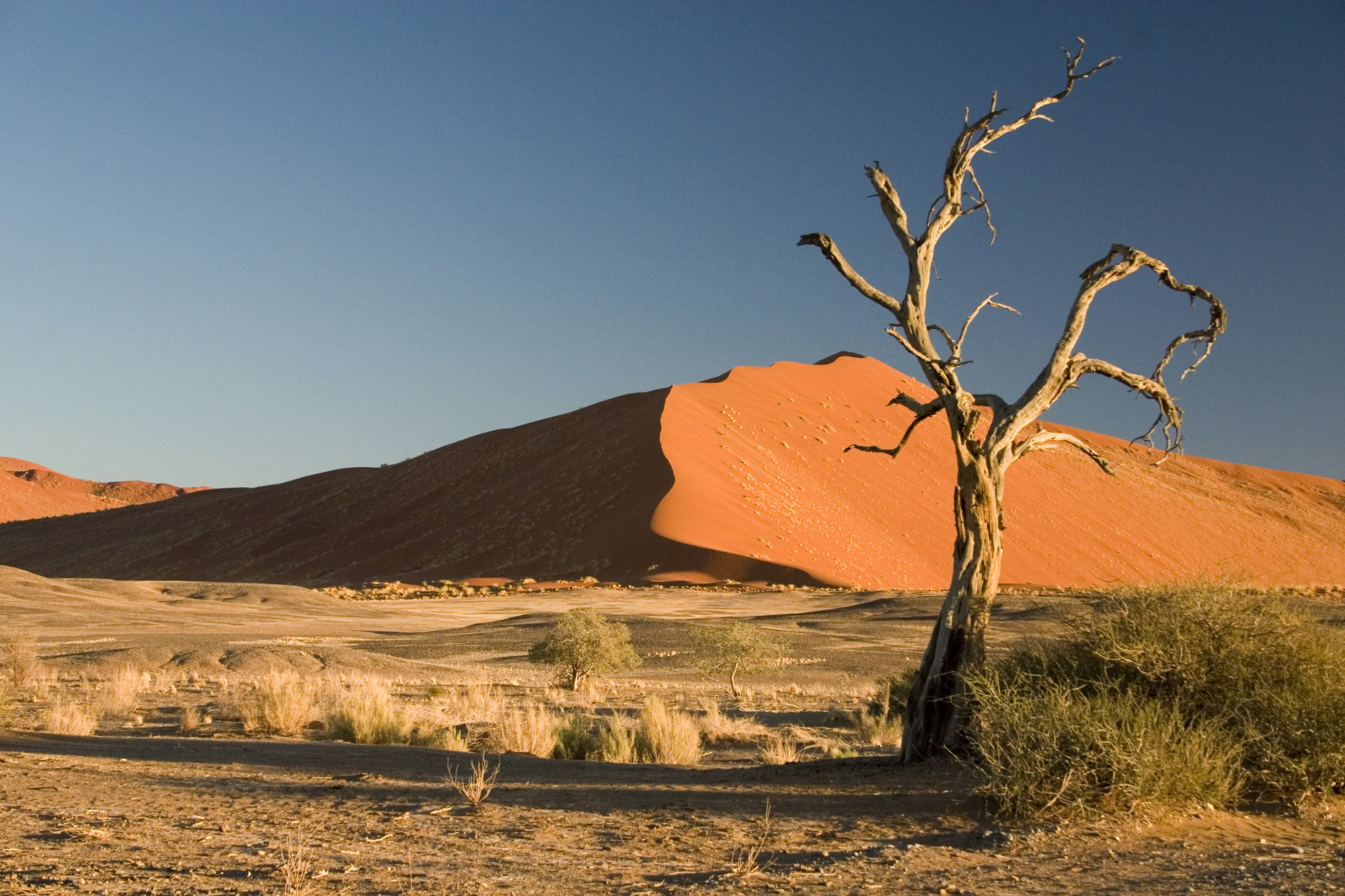
Árvore Vachellia erioloba no deserto do Namibe
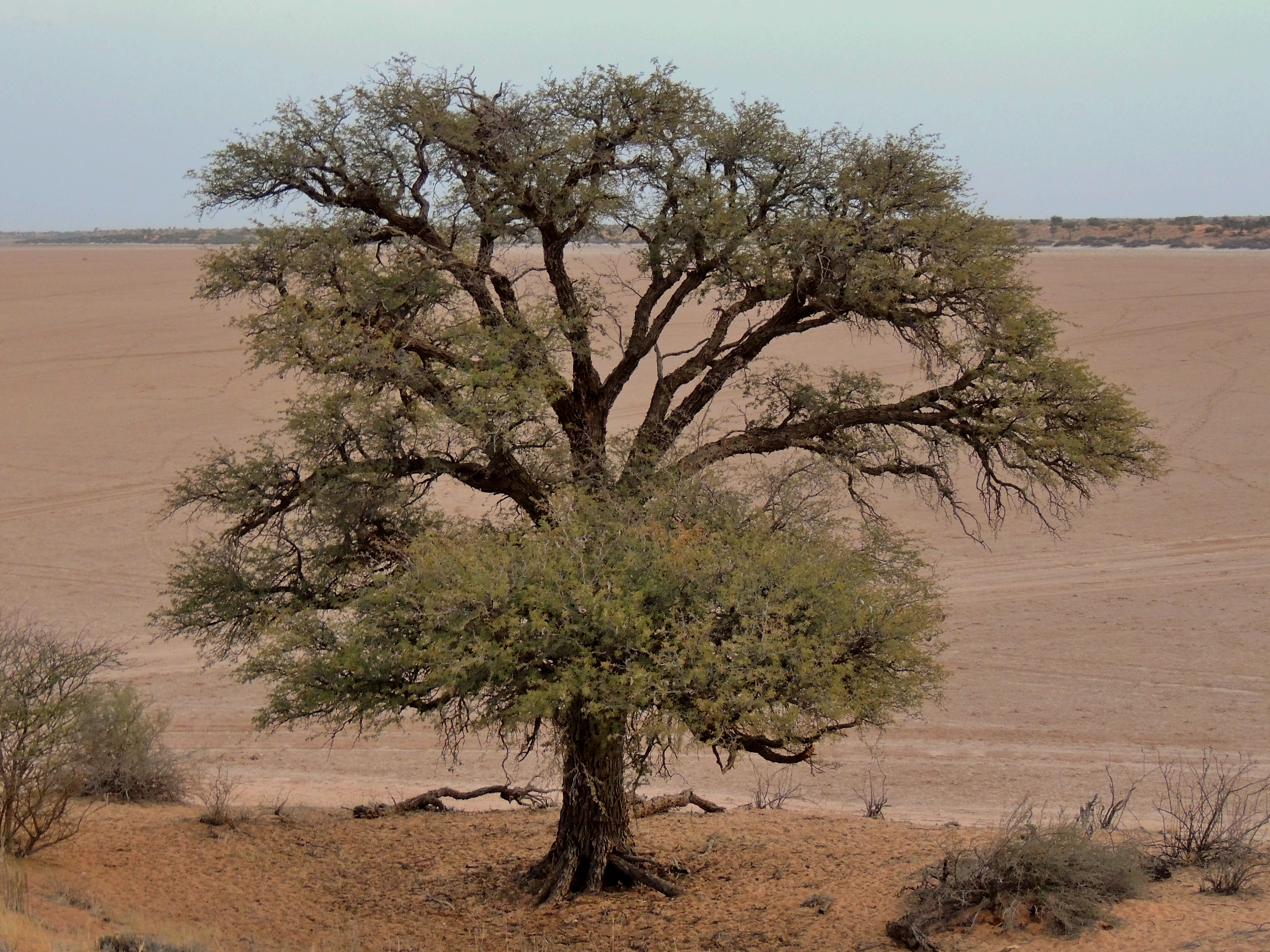
Vachellia erioloba, deserto de Kalahari
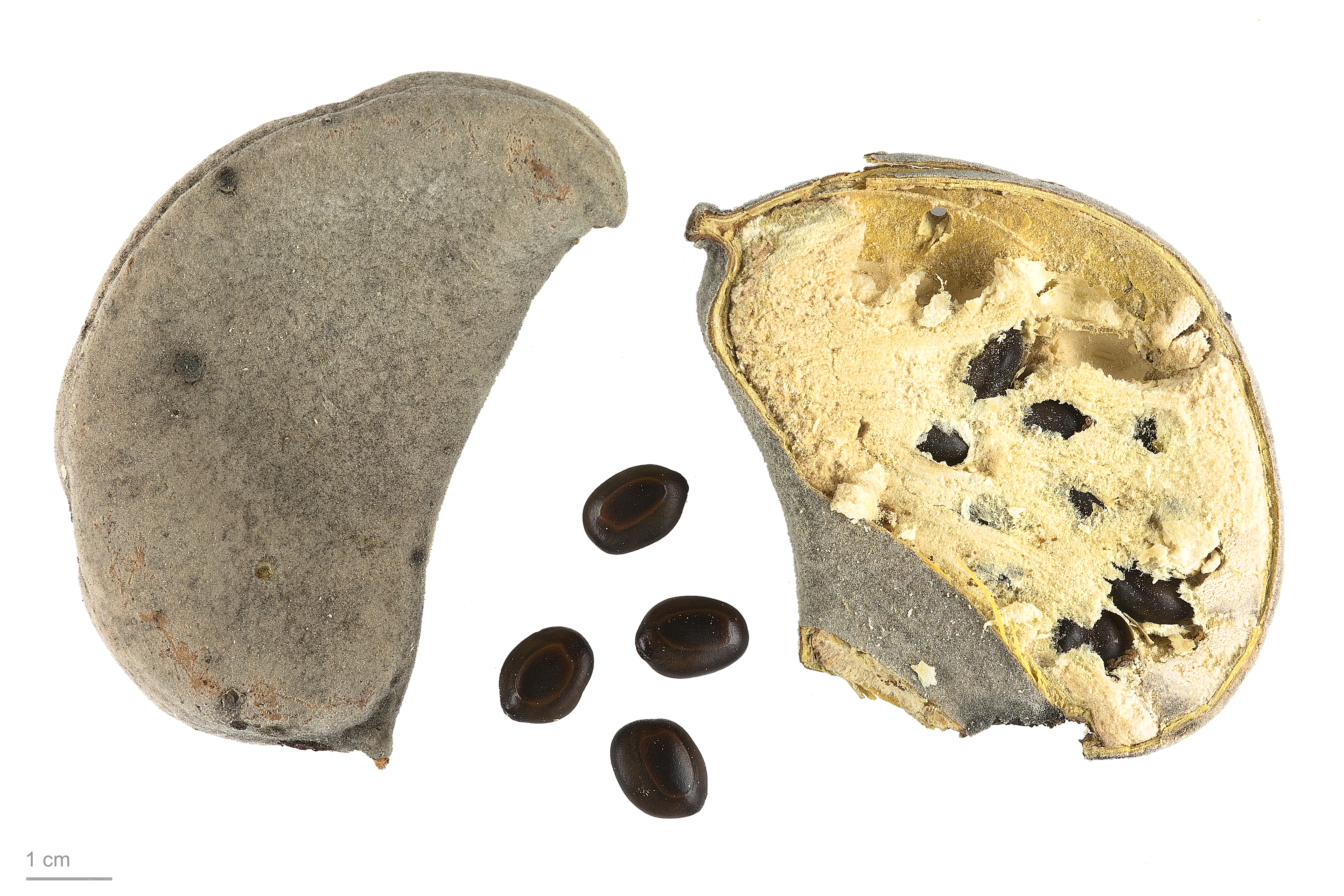
Vachellia erioloba - Espécime de museu - MHNT
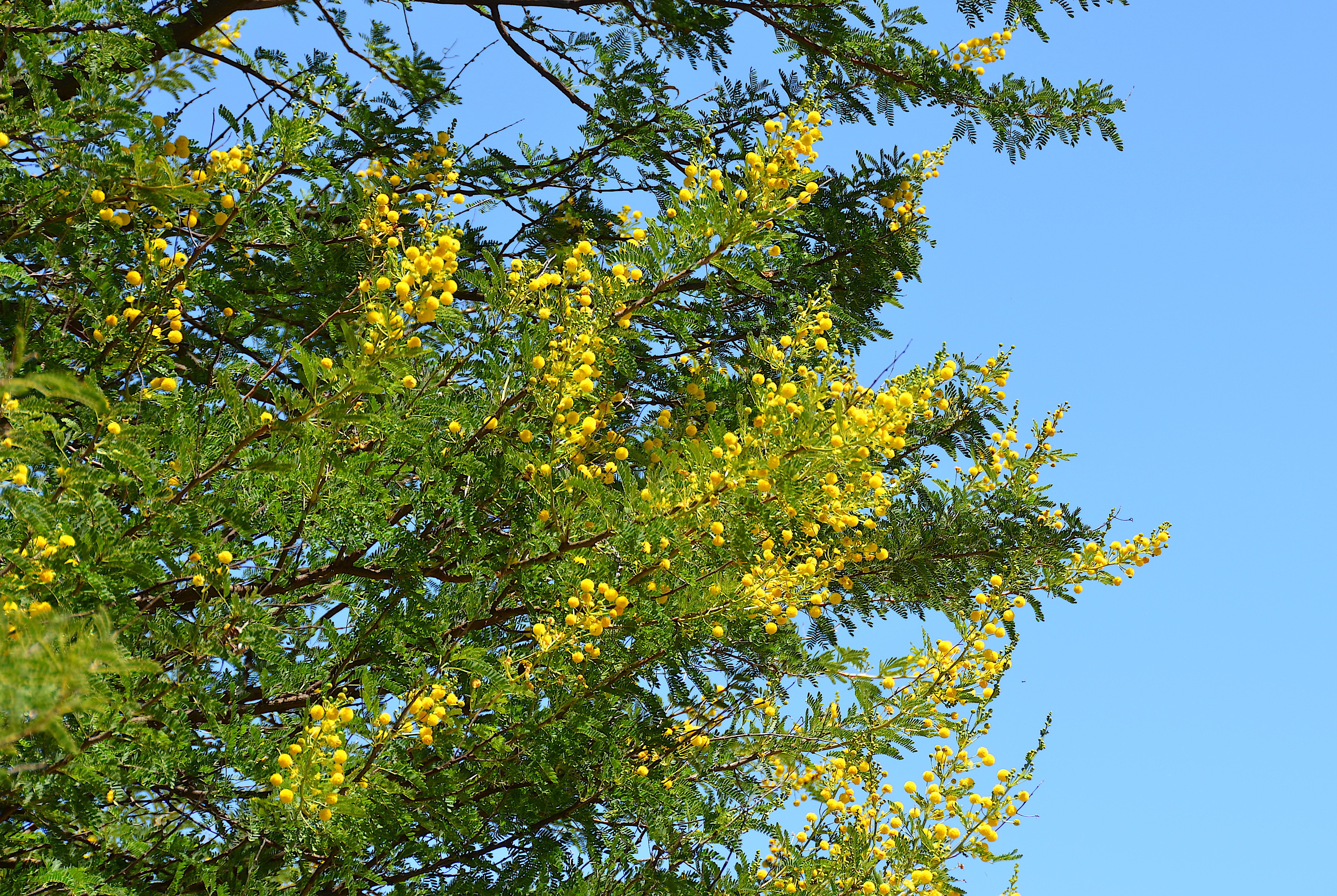
Flores da árvore de espinho de camelo
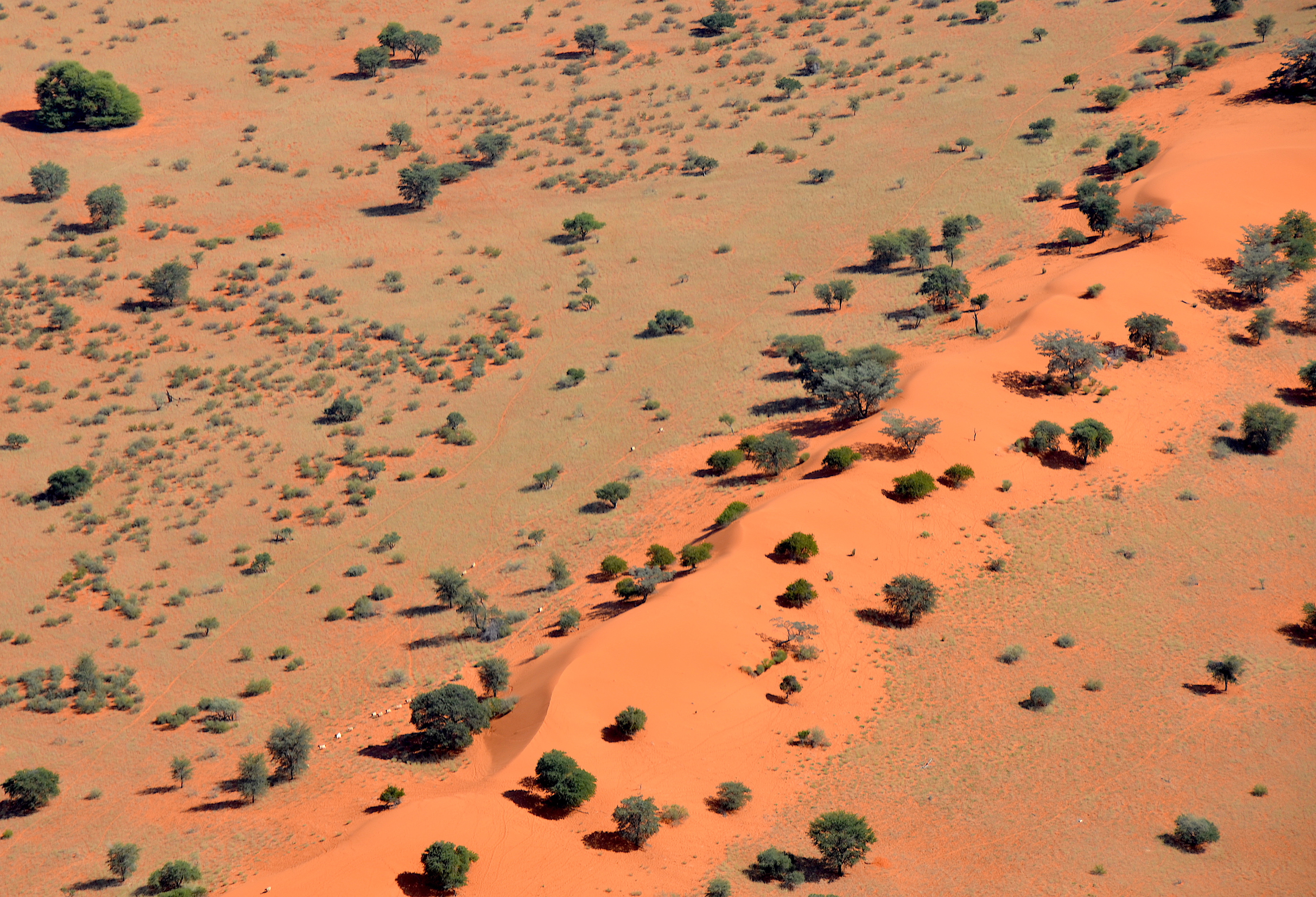
Espinho de camelo espalhado nas dunas no deserto de Kalahari na Namíbia (2017)